# Bruceploitation
Bruceploitation is een cultureel fenomeen dat voornamelijk voorkwam in de jaren 1970 na de dood van Bruce Lee in 1973. Filmmakers creëerden exploitatiefilms die qua stijl en inhoud overeenkwamen met de films waarin Bruce Lee acteerde.
Vaak werden deze films ook samengesteld met behulp van archiefmateriaal van Bruce Lee en onafhankelijk geschoten beeldmateriaal van Bruce Lee-imitators zoals Dragon Lee en Bruce Li. Populaire voorbeelden van deze uit archiefmateriaal gevormde films zijn The Green Hornet (1974) en Fury of the Dragon (1976). Dit waren compilatiefilms van vroege aflevering van de televisieserie The Green Hornet, die samengesteld was door 20th Century Fox nadat Bruce’ internationale debuutfilm The Big Boss ineens een groot succes werd.
De stroming werd pas echt groot vijf jaar na de dood van Lee, toen veel filmbedrijven op zoek gingen naar beeldmateriaal van Lee. Soms plaatsten ze zelfs kinderfilmpjes van hem in films, zoals in de The Image of Bruce Lee en The Real Bruce Lee.